# The Adventures of Captain Comic
The Adventures of Captain Comic est un jeu vidéo de plates-formes, développé par Michael Denio et édité par Color Dreams, sorti en 1989 sur Nintendo Entertainment System et sous DOS.
Il a pour suite Captain Comic II: Fractured Reality.

## Intrigue
Les habitants de la planète Osmic s'apprêtent à célébrer le Trimillénaire quand ils s'aperçoivent que les trois trésors de leur monde ont été volés et amenés sur la planète Tambi.
Le joueur incarne le Captain Comic, parti à la recherche des trois artefacts, savoir : la Couronne des Âges, les gemmes mystiques de Lascorbanos et les cent pièces de Tenure.

## Système de jeu
The Adventures of Captain Comic est un jeu de plates-formes.